# Qelëz
Qelëz là một xã trong quận Pukë thuộc hạt Shkodër, Albania. Dân số năm 2005 là 2791 người.